# Diecezja Shreveport
Diecezja Shreveport (łac. Dioecesis Sreveportuensis in Louisiana, ang. Diocese of Shreveport) jest diecezją Kościoła rzymskokatolickiego w metropolii Nowy Orlean w Stanach Zjednoczonych w północnej części stanu Luizjana. 

## Historia
Diecezja została kanonicznie erygowana 16 czerwca 1986 roku przez papieża Jana Pawła II. Wyodrębniono ją poprzez podział diecezji diecezji Alexandria-Shreveport. Człon nazwy z miastem Shreveport diecezja uzyskała w roku 1976. Na konkatedrę wyznaczono wówczas kościół pod wezwaniem św. Jana Berchmansa. Po utworzeniu diecezji Shreveport konkatedra podniesiona została do rangi katedry. Pierwszym ordynariuszem został dotychczasowy ordynariusz diecezji Alexandria-Shreveport William Friend (ur. 1931). 

## Ordynariusze
- William Friend (1986–2006)
- Michael Duca (2008–2018)
- Francis Malone (od 2019)